# Chlumín
Chlumín är en ort i Tjeckien.   Den ligger i regionen Mellersta Böhmen, i den centrala delen av landet, 22 km norr om huvudstaden Prag. Chlumín ligger 167 meter över havet och antalet invånare är 425.
Terrängen runt Chlumín är platt. Runt Chlumín är det ganska tätbefolkat, med 179 invånare per kvadratkilometer. Närmaste större samhälle är Mělník, 7,0 km norr om Chlumín. Trakten runt Chlumín består till största delen av jordbruksmark.
Trakten ingår i den hemiboreala klimatzonen. Årsmedeltemperaturen är 9 °C. Den varmaste månaden är augusti, då medeltemperaturen är 21 °C, och den kallaste är januari, med −6 °C.